# Gekkengraaf
Met een gekkengraaf, verouderd gekkegraaf, werd in de 17e en 18e eeuw een sloot of kanaal ter ontwatering van hoger gelegen natte gronden aangeduid door omwonenden die het ontstaan of de functie hiervan niet begrepen.

## Ontwateringskanaal
Ontwatering of drainage maakte natte heidevelden beter geschikt als weidegebied voor vee. Om deze gronden te draineren werden ontwateringskanalen naar lager gelegen beken gegraven. Lokale bewoners die de functie van deze waterwerken niet begrepen noemde deze kanalen gekkengraaf. Ook drooggevallen oude afwateringskanalen waarvan het ontstaan niet meer bekend was werden gekkengraaf genoemd. Er bestaan meerdere sagen over het ontstaan van deze waterlopen. De gekkengraven in Lottum en Tegelen zouden volgens overlevering door respectievelijk Franz Clemens von Fürstenberg en Joachim Reinhold Von Glasenapp zijn aangelegd, maar deze waterwerken waren toen al meer dan vijftig jaar oud.

## Gekkengraven

### Beesel
De gekkengraaf in Beesel ontwaterde het broek bij het landgoed Waterloo. Deze werd rond 1700 voor het eerst genoemd als Gecken graeff.

### Neer
De gekkengraaf Neer tussen Kessel en Meijel werd in 1657 gegraven. Deze oorspronkelijk Gecken graeff genoemde droge gracht markeerde de grens tussen het Prinsbisdom Luik en het Hertogdom Gelre. Tussen 1854 en 1861 werd hier een afwateringskanaal van gemaakt, dat de Noordervaart bij Meijel verbindt met de Maas bij Neer.

### Sevenum
Na de laatste ijstijd ontstond in het zandplateau ten westen van de Spoorlijn Nijmegen - Venlo bij Grubbenvorst een erosiegeul om het smeltwater van het plateau naar het lager gelegen Maasdal af te voeren. Waarschijnlijk al voor 1700 werd vanaf dit droogdal een ontwateringssloot gegraven naar de lager gelegen Witvelderheide, waardoor de afwatering in de erosiegeul zich tot een natuurlijke beek ontwikkelde en de heide droger werd zodat deze geschikt werd voor gebruik als weidegrond. Volgens een lokale sage is de waterloop is vernoemd naar Franz Clemens von Fürstenberg (1755-1827), de laatste kasteelheer van Huys ter Horst in Horst. Deze edelman uit het Westfaalse oeradelgeslacht Fürstenberg had als bijnaam De Gekke Graaf, hoewel hij eigenlijk een baron was.

### Tegelen
Van de gekkengraaf in Tegelen is de oorsprong onduidelijk. Deze is enkel bekend van de overlevering waarin kasteelheer Joachim Reinhold Von Glasenapp in het midden van de 18e eeuw een brede gracht zou hebben aangelegd van de bron in de Snelle Sprong naar de Wambacher Molenbeek op de Heide om de Wambachermolen meer waterkracht te geven. Omdat de molen hoger lag dan de bron bleef de gracht droog, waarna deze door de lokale bevolking gekkengraaf werd genoemd.